# Euphorbia vallaris
Euphorbia vallaris es una especie de planta fanerógama de la familia de las euforbiáceas originaria de Angola.

## Descripción
Es un árbol espinoso con tallos suculentos que alcanza un tamaño de ± 12 m de altura, con un tronco grueso, cilíndrico, a veces un poco ramificado con moderación cerca de la base, generalmente ramificado libremente por encima.

## Ecología
Se encuentra en los acantilados escarpados, con distribución muy limitada.
Es extremadamente rara en las colecciones y de fácil propagación vegetativa.
Especie cercana de Euphorbia teixeirae; también la relación es evidente con Euphorbia parviceps.

## Taxonomía
Euphorbia vallaris fue descrita por Leslie Charles Leach y publicado en Garcia de Orta, Série de Botânica 2(1): 40–42, pl. VI & VIII. 1974.
Etimología
Ver: Euphorbia
vallaris: epíteto latino 